# Proctoporus optimus
Proctoporus optimus — вид ящірок родини гімнофтальмових (Gymnophthalmidae). Ендемік Перу. Описаний у 2022 році.

## Поширення і екологія
Proctoporus optimus відомі з типової місцевості, розташованої в заповіднику Мачу-Пікчу, що в провінції Урубамба в регіоні Куско, на висоті 2790 м над рівнем моря.